# Норковое масло
Но́рковое ма́сло — жир, получаемый при обработке снятых шкур норок. Используется в косметике и медицине для ухода за кожей, а также для ухода за кожаными изделиями и обувью. Норковое масло очень близко по своему составу и структуре к кожному жиру человека.

## Состав
Норковое масло содержит полиненасыщенные жирные кислоты. Обладает естественными солнцезащитными свойствами. Оно легко проникает в кожу, не оставляя ощущения жирной поверхности, абсолютно безопасно даже при попадании на слизистую глаз.

## Свойства норкового масла
- содержит 15—19 % пальмитоолеиновой кислоты.
- общее содержание жирных неэтерифицированных кислот — около 75 %.